# 漆原友紀
漆原友紀（1974年1月23日—），日本女性漫画家。山口縣岩國市出身。創作同人誌時使用志摩冬青為筆名。

## 經歷
以筆名吉山友紀在（集英社）上投稿。後來則是以志摩冬青的筆名在《Fanroad》上連載。大學中退後以漆原友紀的名義將《蟲師》投稿到Afternoon四季賞並獲獎出道，而《蟲師》在2005年動畫化。之後在《Afternoon雜誌增刊》與《月刊Afternoon》（皆為講談社）上活動。
作品內有許多對昆蟲的描述，不過對於蟑螂卻是相當不行。
代表作《蟲師》描述類似妖怪的生命體「蟲」以及熟悉這些生命體的專家「蟲師」的故事。2007年3月24日在日本上映由大友克洋監督，小田切讓主演的真人版電影。
漆原友紀在自述其漫畫風格是受五十嵐大介的《故事說不停》、《魔女》、《海獸之子》等作品的影響與啟發 。

## 得獎
- 1998年 - Afternoon 1998年冬四季大賞受賞（《蟲師》）。
- 2003年 - 以《蟲師》獲得日本新媒體動漫藝術節漫畫部門優秀獎。
- 2006年 - 以《蟲師》獲得第30回講談社漫畫賞一般部門獎。[2]

## 作品列表

### 志摩冬青 名義
- Bio Luminescence（バイオ・ルミネッセンス）（短篇集。1997年，rapport (ラポート)）
  - 化石之家（化石の家）~mineral kingdom~
  - 雪之冠（雪の冠）~white kingdom~
  - 小景雜帳（小景雑帳）
    - 
      - 珊瑚之子（サンゴの子）
      - 黑色手指（黑い指）
      - 那個人（誰そ彼）

    - 
      - 銀河之眸（銀河の眸）
      - Bio Luminescence（バイオ・ルミネッセンス）
      - 泡沫（）

    - 
      - 花開歸路（花咲く家路）
      - 海與溫柔眼神（海と優しい目）
      - 夏之宇宙（夏の宇宙）

    - 
      - 海之底 川之底（海の底 川の底）
      - 白髮之原（白髮ヶ原）

  - 
    - 藍色音樂（青い音楽）
    - 屋頂之宴（屋根の上の宴）

  - Mar・man（雜誌未發表）

### 漆原友紀 名義
- 蟲師全10+1冊

（1999年 - 2002年、Afternoon season増刊～2002年 - 2008年、Afternoon）
- 漆原友紀作品集（フィラメント―漆原友紀作品集）全1冊 收錄短篇集「Bio Luminescence」除外的的內容，并新增以下兩篇：
  - 懸崖上，下了巴士的人（岬でバスを降りたひと）
  - 迷宮貓（迷宮猫）
- 水域全2冊（2009年 - 2010年、Afternoon）
- 貓往西走（猫が西向きゃ）（2018年 - 2020年、Afternoon）

## 外部連結
- 月刊Afternoon官方網站 （页面存档备份，存于）
- 漆原友紀 official的X（前Twitter）